# Sydösydhake
Sydösydhake (Petroica australis) är en fågel i familjen sydhakar inom ordningen tättingar. Den förekommer i Nya Zeeland och delas in i två underarter med följande utbredning:

## Utbredning och systematik
- P. a. australis – Sydön
- P. a. rakiura – Stewart Island

Tidigare behandlades sydösydhaken och nordösydhaken som en och samma art. 

## Status och hot
Arten har ett stort utbredningsområde, men tros minska i antal, dock inte tillräckligt kraftigt för att den ska betraktas som hotad. Internationella naturvårdsunionen IUCN listar arten som livskraftig (LC).

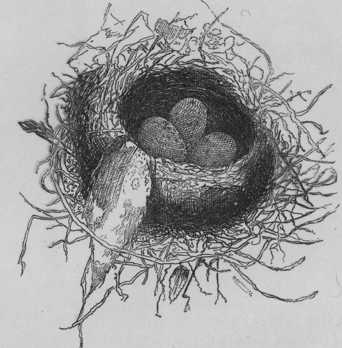
Bo.